# 丁宗鐵
丁 宗鐵（てい むねてつ、1947年（昭和22年）11月6日 - ）は、日本の医師、漢方医学者。医学博士。東京都出身。

## 経歴
東京都立富士高等学校、横浜市立大学医学部を卒業し、同大学院を修了する。在学中に、漢方医である石原明、大塚敬節、大塚恭男らに師事する。また、客員研究員として、アメリカのスローン・ケタリング記念癌研究所に留学する。
大学院修了後、北里研究所に入所する。北里研究所の東洋医学総合研究所研究部門長に就任する。その後、東京大学医学部の生体防御機能学講座助教授などを歴任する。
2010年2月現在、日本薬科大学教授。その他、東京女子医科大学特任教授、未病システム学会理事、東亜医学協会理事、百済診療所院長を務める。
2012年4月、日本薬科大学学長就任。漢方専門医が国内の薬科大学のトップに就くのは初めて。

## メディア
- テレビ東京系列番組『主治医が見つかる診療所』

日本薬科大学学長、漢方，統合医療・未病学専門医師として、レギュラー放送第2期から隔週で出演している。同番組には、日本薬科大学教授でひめのともみクリニック院長を務める姫野友美も隔週で出演している。
- NACK5『THE NUTTY RADIO SHOW おに魂』火曜日番組内「日本薬科大学presentsカラダにきくラジオ」

## 著書
- 『医者を信じると病気になる』（講談社＋α新書）
- 『天皇はなぜ生物学を研究するのか』
- 『クスリに頼らない生き方』（サンマーク出版）
- 『自分で長寿をデザインする』（ビジネス社）
- 『最新漢方実用全書』（池田書店）
- 『図解 東洋医学のしくみと治療法がわかる本』（ナツメ社）
- 『正座と日本人』（講談社）
- 『がんの嫌がる食事』（創英社/三省堂書店）